# Burg Kürmreuth
Die Burg Kürmreuth ist eine bis auf wenige Reste abgegangene Höhenburg im Ortsteil Kürmreuth des Oberpfälzer Marktes Königstein im Landkreis Amberg-Sulzbach von Bayern. Die Burgreste liegen auf einem nach drei Seiten steil abfallenden Dolomitfelsen unmittelbar neben der Simultankirche St. Laurentius.  Die Reste der Anlage werden als Bodendenkmal unter der Aktennummer D-3-6336-0004 als "archäologische Befunde und Funde im Bereich der abgegangenen mittelalterlichen Burg, des abgegangenen frühneuzeitlichen Schlosses sowie der Simultankirche und ehem. Burgkapelle St. Laurentius in Kürmreuth" im Bayernatlas geführt.

## Geschichte
Kürmreuth („Churbenriut“) wird als Bamberger Ministerialensitz erstmals 1121 erwähnt. Die Bamberger Besitzungen auf dem Nordgau kamen im 12. Jahrhundert an die Grafen von Sulzbach und 1305 an die Wittelsbacher. 1383 verkaufte Herzog Friedrich von Bayern Sitz und Veste Kürmreuth mit allen Gerechtsamen an den Ritter Erhard den Kürmreuther, ausgenommen waren der Blutbann, die hohe Jagd und der Landschutz. 1490 erhielt Moritz Kürmreuther den Muntschutz über verschiedene Untertanen von Kürmreuth von Herzog Albrecht IV. Im Landshuter Erbfolgekrieg wurde Kürmreuth eingenommen und vermutlich auch zerstört. Mit dem Amt Sulzbach kam Kürmreuth 1505 zu dem neu geschaffenen Herzogtum Pfalz-Neuburg.
Im 16. Jahrhundert wurde der Kürmreuther Besitz in zwei Teile aufgeteilt. 1543 erschien neben den Kürmreuthern ein Moritz Sandl als Landsasse. 1562 waren Christoph von Kürmreuth und Sigmund Fürer als Inhaber beglaubigt, wobei es heißt, dass „jeder einen Sitz allda“ habe. Es hat damals also auch ein weiteres Schloss in Kürmreuth (sog. „Unteres Schloss Kürmreuth“) bestanden, dessen Lageplatz nicht mehr eruiert werden kann. 1573 leisteten ein Kürmreuther und Hans Muffling die Erbhuldigung. Zudem wurde die Witwe des Alexander von Kürmreuth als geborene Müffling bezeichnet. In der Folge sind die Besitzverhältnisse verwirrend, da 1573 Jakob Kürmreuther und Hans Muffling als Landsassen erwähnt werden, andererseits 1578 Hans Muffling, genannt Weiß, und Sigmund Fürer als Besitzer angegeben sind. 1594 hat Hans Jakob von der Grün das eine Gut den Kürmreuthern abgekauft. 1623 nannte sich Christoph Peter von Brand nach Kürmreuth. 1630 ist Hans Paul von Rupp als Landsasse eingetragen. 1649 waren die beiden Sitze Ober- und Unterkürmreuth wieder in einer Hand vereinigt. Johann von Edelburg vergrößerte seinen Besitz durch den Ankauf mehrerer pfalz-sulzbacher Lehen. Im nächsten Jahr verkauft er den Sitz Unterkürmreuth, den er von Wolf Philipp von Brand gekauft hatte, an Rudolf van der Brüggen. Der neue Inhaber erhielt 1651 vom Landesherrn die Taferne und den Kirchtagsschutz als Lehen. 1686 wurde das obere Schloss besichtigt und es wurden Baumängel am Dach festgestellt. 1717 wurde das Schloss durch einen Sturmwind beschädigt. 1721 wurde das Schloss durch einen Beständer bewirtschaftet. 1799 verkaufte die Witwe Maria Anna Ströhlin das Landsassengut an Andreas von Grafenstein. 1809 war Maria Theresie Freifrau von Grafenstein die Inhaberin des Patrimonialgerichts in der Hofmark. Nach ihrem Tod kam 1814 der Besitz an ihren einzigen Sohn, Jakob von Sonnenburg zu Auerbach. Am 26. Mai 1821 wurde die Genehmigung zur Errichtung eines Patrimonialgerichts I. Klasse erteilt, 1822 wurde es in ein Patrimonialgericht II. Klasse umgewandelt und 1843 ging die Gerichtsbarkeit an den bayerischen Staat über.
1818 war Kürmreuth eine Gemeinde im Landgericht Sulzbach. 1838 wurde das Landgericht Vilseck gebildet, dem auch Kürmreuth, das zuvor beim Landgericht Sulzbach war, zugeschlagen wurde. 1862 wurden die Landgerichte Vilseck und Amberg zum Bezirksgericht Amberg zusammengeschlossen.

## Baulichkeit
Im 19. Jahrhundert wurde die Burg bis auf die noch vorhandenen Reste abgetragen. Erhalten ist die Wand eines Gebäudes sowie die Wehrmauern der Kirchenbefestigung, vermutlich die frühere Ringmauer. Diese Kirchhofmauer besitzt noch mehrere Schlüsselscharten, auch ein Rundturm der Befestigung ist noch erhalten. Der Turm der Kirche besitzt ebenfalls Wehrcharakter und ist aus dem Bergfried der Burg entstanden.